# Alexander Meier
Alexander Meier né le 17 janvier 1983 à Buchholz in der Nordheide, est un footballeur allemand évoluant au poste de milieu de terrain offensif axial mais qui peut aussi jouer attaquant. Il a fini meilleur buteur du Championnat d'Allemagne de football 2014-2015 avec 19 buts. Il a joué de 2004 à 2018 pour l'Eintracht Francfort. Véritable héros de son club en raison de ses nombreux matchs et nombreux buts, il se fait appeler « Fußballgott » par les supporters ce qui signifie « Dieu du Football » en allemand.

## Biographie

### Carrière en club
Le 28 mai 2018, après 14 années passées à l'Eintracht Francfort, le club allemand décide de ne pas prolonger son contrat.
Le 6 janvier 2019, il signe un contrat avec son premier club professionnel, le FC Sankt Pauli, qui évolue alors en 2. Bundesliga,.
Le 20 septembre 2019, Meier a signé un contrat avec Western Sydney, les jouant dans la Premier League australienne. Il y retrouve son ancien coéquipier à Francfort, Pirmin Schwegler, qui avait rejoint le club en juillet. Meier inscrit son premier et unique but pour Sydney dès la deuxième journée, le 18 octobre 2019, face au Melbourne Victory. Le 1er janvier 2020, Meier dispute son dernier match à Sydney face à Brisbane. Ce match sera également le dernier de sa carrière, puis que Meier y mettra un terme en janvier 2020, après que son contrat à Sydney ait été résilié.

### Carrière en équipe nationale
Sélectionné par Dieter Eilts, Alexander Meier disputera l'Euro espoirs 2006 avec l'équipe d'Allemagne espoirs. Entouré de jeunes talents allemands comme Stefan Kießling, Patrick Helmes ou encore Gonzalo Castro, Meier ne disputera qu'un seul match face à la France (défaite 3-0), son équipe étant éliminée dès la phase de poules. Malgré ses sélections en Allemagne espoirs, Meier ne disputera jamais de match en équipe A.

## Carrière
- 2001-2003: FC Sankt Pauli (Allemagne).
- 2003-2004: Hambourg SV (Allemagne).
- 2004-2018: Eintracht Francfort (Allemagne).
- 2019: FC Sankt Pauli (Allemagne D2).
- 2019-2020: Western Sydney Wanderers FC ( Australie).

## Palmarès
- Meilleur buteur du championnat d'Allemagne de football D2 en 2011-2012.
- Finaliste la Coupe d'Allemagne de football en 2005-2006 et 2016-2017.
- Meilleur buteur du championnat d'Allemagne de football en 2014-2015.
- Vainqueur de la Coupe d'Allemagne 2018 face au Bayern Munich

## Statistiques
| Saison                | Club                  | Championnat           | Championnat | Championnat | Coupe(s) nationale(s) | Coupe(s) nationale(s) | Compétition(s) continentale(s) | Compétition(s) continentale(s) | Compétition(s) continentale(s) | Total | Total |
| Saison                | Club                  | Division              | M.          | B.          | M.                    | B.                    | Comp.                          | M.                             | B.                             | M.    | B.    |
| 2001-2002             | FC Sankt Pauli        | 1. Bundesliga         | 2           | 0           | 0                     | 0                     | -                              | -                              | -                              | 2     | 0     |
| 2002-2003             | FC Sankt Pauli        | 2. Bundesliga         | 23          | 7           | 2                     | 0                     | -                              | -                              | -                              | 25    | 7     |
| Sous-total            | Sous-total            | Sous-total            | 25          | 7           | 2                     | 0                     | -                              | -                              | -                              | 27    | 7     |
| 2003-2004             | Hambourg SV           | 1. Bundesliga         | 4           | 0           | 0                     | 0                     | -                              | -                              | -                              | 4     | 0     |
| Sous-total            | Sous-total            | Sous-total            | 4           | 0           | 0                     | 0                     | -                              | -                              | -                              | 4     | 0     |
| 2004-2005             | Eintracht Francfort   | 1. Bundesliga         | 34          | 9           | 3                     | 1                     | -                              | -                              | -                              | 37    | 10    |
| 2005-2006             | Eintracht Francfort   | 1. Bundesliga         | 33          | 7           | 5                     | 3                     | -                              | -                              | -                              | 38    | 10    |
| 2006-2007             | Eintracht Francfort   | 1. Bundesliga         | 29          | 6           | 4                     | 1                     | C3                             | 3                              | 0                              | 36    | 7     |
| 2007-2008             | Eintracht Francfort   | 1.Bundesliga          | 11          | 4           | 2                     | 3                     | -                              | -                              | -                              | 13    | 7     |
| 2008-2009             | Eintracht Francfort   | 1.Bundesliga          | 19          | 3           | 1                     | 0                     | -                              | -                              | -                              | 20    | 3     |
| 2009-2010             | Eintracht Francfort   | 1.Bundesliga          | 34          | 10          | 3                     | 2                     | -                              | -                              | -                              | 37    | 12    |
| 2010-2011             | Eintracht Francfort   | 1.Bundesliga          | 24          | 2           | 3                     | 0                     | -                              | -                              | -                              | 27    | 2     |
| 2011-2012             | Eintracht Francfort   | 2.Bundesliga          | 32          | 17          | 2                     | 0                     | -                              | -                              | -                              | 34    | 17    |
| 2012-2013             | Eintracht Francfort   | 1.Bundesliga          | 31          | 16          | 1                     | 0                     | -                              | -                              | -                              | 32    | 16    |
| 2013-2014             | Eintracht Francfort   | 1.Bundesliga          | 22          | 8           | 2                     | 0                     | C3                             | 6                              | 7                              | 30    | 15    |
| 2014-2015             | Eintracht Francfort   | 1.Bundesliga          | 26          | 19          | 1                     | 1                     | -                              | -                              | -                              | 27    | 20    |
| 2015-2016             | Eintracht Francfort   | 1.Bundesliga          | 22          | 12          | 1                     | 0                     | -                              | -                              | -                              | 23    | 12    |
| Sous-total            | Sous-total            | Sous-total            | 317         | 113         | 28                    | 11                    | -                              | 9                              | 7                              | 354   | 131   |
| Total sur la carrière | Total sur la carrière | Total sur la carrière | 347         | 120         | 30                    | 11                    | -                              | 9                              | 7                              | 386   | 138   |